# El espinazo del diablo
El espinazo del diablo es una película de terror dramático gótico española de 2001 dirigida por Guillermo Del Toro, y escrita por del Toro, David Muñoz y Antonio Trashorras y producida por la compañía El Deseo de los hermanos Almodóvar. Ambientada en España en 1939, durante el último año de la guerra civil española, la película sigue a un niño que es abandonado en un orfanato operado por leales republicanos y perseguido por el fantasma de un niño recientemente fallecido. Está protagonizada por Marisa Paredes, Eduardo Noriega, Federico Luppi, Irene Visedo, Fernando Tielve e Íñigo Garcés. Estrenada en España por Warner Sogefilms el 20 de abril de 2001, la película recibió críticas muy positivas por parte de la crítica.
La película está situada en la España de 1939, el último año de la guerra civil española. Del Toro la considera como su película más personal y es la precursora del El laberinto del fauno (2006).

## Sinopsis
Durante la guerra civil española, en el orfanato de Santa Lucía, una institución imponente aislada en medio de un páramo desolado, conviven varios personajes. El doctor Casares (Federico Luppi) y la profesora Carmen (Marisa Paredes) dirigen el orfanato y el ex huérfano Jacinto (Eduardo Noriega), que vive con la joven maestra Conchita (Irene Visedo), es responsable de cuidar y de mantener el lugar. Jacinto es un hombre ambicioso y violento y tiene un romance con Carmen, tratando de robar la llave de la caja fuerte donde el Dr. Casares y Carmen ocultan el oro que se utiliza para apoyar a las fuerzas republicanas. 
Todo cambia cuando un niño de 12 años, llamado Carlos (Fernando Tielve) es abandonado por su tutor que no puede hacerse cargo de él. 
Pronto, surgirá una violenta rivalidad entre Carlos y Jaime, un adolescente de carácter tortuoso y hostil que ejerce de líder natural para el resto de alumnos. Inmerso en este universo cerrado cuyas normas desconoce y rodeado de muchachos abandonados o sin familia, Carlos tendrá que enfrentarse a la dureza de la vida en el orfanato y también a sucesos sobrenaturales.
Desde su primer día en Santa Lucía, ante los aterrorizados ojos de Carlos comenzará a aparecer, una y otra vez, la imagen de un niño cadavérico que tratará persistentemente de comunicarse con él. Carlos no tardará mucho en sospechar que este susurrante espectro infantil de intenciones nada claras es, en realidad, el fantasma de un antiguo alumno llamado Santi, desaparecido hace tiempo en circunstancias misteriosas. Sediento de venganza, el espíritu de Santi utilizará al nuevo interno para saldar la sangrienta deuda pendiente con su asesino, una venganza que se cumplirá finalmente de forma cruel, terrible e inesperada. 

## Reparto
- Fernando Tielve como Carlos, un huérfano. Es descrito por del Toro en los comentarios del DVD como una fuerza de inocencia. Originalmente Tielve había audicionado como un extra antes de que del Toro decidiera elegirlo para el personaje principal. Esta fue su primera película. Tanto Tielve, como su coestrella Iñigo Garcés, hicieron un cameo como guerrilleros en El laberinto del fauno.
- Íñigo Garcés como Jaime, el bravucón del orfanato que después se hace amigo de Carlos.
- Eduardo Noriega como Jacinto, el portero.
- Marisa Paredes como Carmen, la administradora del orfanato.
- Federico Luppi como el Dr. Casares, el doctor del orfanato.
- Irene Visedo como Conchita, la prometida de Jacinto.
- Junio Valverde como Santi, un huérfano que se convierte en fantasma.

## Comentarios
La película El espinazo del diablo es un drama de terror gótico que adentra al espectador en un mundo de sombras y misterios en un orfanato español de los tiempos de la guerra civil donde un grupo de niños y adultos viven a escondidas del ejército que ejecuta cruelmente a quienes se oponen al régimen franquista y, como en toda la filmografía de Guillermo del Toro, se centra en temas sobrenaturales, un fantasma habita en un foso de agua esperando hacer justicia contra quien le ha quitado la vida, la trama cuida al máximo el aspecto humano e histórico de la historia, las actuaciones de niños y adultos son de primer nivel y los efectos especiales tienen el toque fino y especial entre lo sobrenatural y lo humano de los personajes de Del Toro. Al final la culpa, los remordimientos, el valor o la mezquindad ponen a cada personaje en su sitio y la historia desenlaza en un final inesperado.
Como dato sobresaliente, citar que el historietista español Carlos Giménez realizó el story board de diferentes secuencias y colaboró en la ambientación y decoración de diversos escenarios. De hecho, la película tiene muchos puntos en común con la obra de Giménez Paracuellos, de la que Guillermo del Toro es admirador.

## Rodaje y localizaciones
Algunas de las escenas interiores se rodaron en Talamanca de Jarama. El edificio forma parte del complejo del Colegio de San Fernando de Madrid (carretera M-607, km. 13.5).